# Sitnica (rzeka)
Sitnica (alb. Sitnicë; serb. Ситница) – rzeka w Kosowie, dopływ Ibaru, do którego wpada w Kosowskiej Mitrowicy.
Długość rzeki wynosi 90 km, a powierzchnia dorzecza 3129 km². Źródła rzeki znajdują się na wysokości 560 m n.p.m., a ujście – 499 m n.p.m. Jest to najdłuższa rzeka płynąca w całości na terenie Kosowa.